# Maverick (serie televisiva)
Maverick è una serie televisiva western statunitense in 124 episodi trasmessi per la prima volta nel corso di 5 stagioni dal 1957 al 1962.

## Trama
Bart e Bret Maverick sono due fratelli giocatori di poker del Texas che viaggiano in tutto il vecchio West andando incontro costantemente a numerosi pericoli o problemi vari, che di solito coinvolgono soldi, donne, o entrambi.

## Episodi
| Stagione         | Episodi | Prima TV USA |
| ---------------- | ------- | ------------ |
| Prima stagione   | 27      | 1957-1958    |
| Seconda stagione | 26      | 1958-1959    |
| Terza stagione   | 26      | 1959-1960    |
| Quarta stagione  | 32      | 1960-1961    |
| Quinta stagione  | 13      | 1961-1962    |

## Personaggi e interpreti

### Personaggi principali
- Bart Maverick (83 episodi, 1957-1962), interpretato da Jack Kelly.
- Bret Maverick (62 episodi, 1957-1960), interpretato da James Garner.
- Beauregarde Maverick (16 episodi, 1959-1961), interpretato da Roger Moore.

### Personaggi ricorrenti
- James Aloysius "Dandy Jim" Buckley, interpretato da Efrem Zimbalist Jr.
Un elegante e sofisticato artista della truffa, amico/nemico di Bret, ma molto amico di Bart.
- Samantha Crawford, interpretata da Diane Brewster.
Un'affascinante e civettuola truffatrice, con un accattivante falso accento del sud, che riesce a ingannare sempre Bret e Bart, seducendo entrambi i fratelli e rubando loro grosse somme di denaro.
- John "Gentleman Jack" Darby, interpretato da Richard Long.
- Cindy Lou Brown, interpretata da Arlene Howell.
Un'altra bellissima truffatrice per la quale litigano Bart e Gentleman Jack. Cindy Lou appare in tre episodi: "Alias Bart Maverick", "Passage to Fort Doom" e molto brevemente in "Shady Deal at Sunny Acres".
- Big Mike McComb, interpretato da Leo Gordon. 
L'amico irlandese di Bret e Bart che li aiuta in diverse avventure. Gordon, anche lui sceneggiatore, ha sceneggiato alcuni episodi della serie, ma nessuno di quelli in cui è apparso.
- Doc Holliday, interpretato da Gerald Mohr e Peter Breck. 
Mohr originariamente interpreta il personaggio nella prima stagione come un vendicativo, ma carismatico assassino in The Quick and the Dead. Tuttavia, nella quarta e nella quinta stagione, Breck interpreta Holliday in modo completamente diverso, come un ladro disonesto che mette sempre Bart nei guai con le sue truffe.
- Modesty Blaine, interpretata da Mona Freeman e Kathleen Crowley. 
In particolare il personaggio è interpretato due volte da Mona Freeman e una volta da Kathleen Crowley.
- Melanie Blake, interpretata da Kathleen Crowley.
- Marla, interpretata da Kathleen Crowley.
- Il gangster Big Ed Murphy, interpretato da John Dehner e Andrew Duggan.
- Pearly Gates, interpretato da Mike Road.
Giocatore d'azzardo comparso due volte durante l'ultima stagione.

### Altri interpreti e guest star
La serie vede inoltre la partecipazione di numerosi attori, molti dei quali interpretano diversi ruoli in più di un episodio. Tra gli attori con più di due partecipazioni si ricordano: 
| Guest star | Comparsi in |
| --- | ----------- |
| Lane Chandler, Edwin Reimers; | 9 episodi   |
| Kathleen Crowley, Mark Tapscott, Chubby Johnson; | 8 episodi   |
| Gerald Mohr, Gage Clarke, Tol Avery, Harry Harvey; | 7 episodi   |
| Will Wright, Peter Breck, Frank Ferguson, Richard Reeves, Charles Fredericks, Mickey Simpson, Robert Carson, I. Stanford Jolley, Guy Wilkerson, Clyde Howdy; | 6 episodi   |
| Efrem Zimbalist Jr., Ray Teal, Leo Gordon, Sam Buffington, Sig Ruman, Thomas Browne Henry, John Harmon, Joanna Barnes, Don 'Red' Barry, Jonathan Hole, John Cliff, Terence de Marney, Emory Parnell, Edgar Buchanan, Tim Graham, John Dehner, Lane Bradford, Rayford Barnes, Rusty Wescoatt; | 5 episodi   |
| John Vivyan, Jay Novello, Diane Brewster, Richard Long, Arlene Howell, Robert Griffin, Syd Saylor, Dan Sheridan, Ben Gage, William Reynolds, John Alderson, Stephen Coit, Roscoe Ates, Kem Dibbs, Jon Lormer, Merry Anders, Roxane Berard, Kasey Rogers, Fay Spain, Jack Mather, Forrest Lewis, Bing Russell, Earle Hodgins, Craig Duncan, Herb Vigran, Sammy Jackson, Kelly Thordsen, John Zaccaro, Frank Sully; | 4 episodi   |
| Ruta Lee, Adele Mara, Pat Crowley, Reginald Owen, Karl Swenson, Stacy Keach Sr., Michael Dante, Charles Cooper, Maurice Manson, John Hubbard, Slim Pickens, William D. Gordon, George O'Hanlon, Murvyn Vye, Don Beddoe, Raymond Hatton, Clarke Alexander, Nacho Galindo, Robert Colbert, John Russell, John Litel, Buddy Ebsen, Adam West, Mike Road, Ted de Corsia, Edd Byrnes, Ed Nelson, Dan Tobin, Myron Healey, Virginia Gregg, Myrna Fahey, James Anderson, Lou Krugman, Peter Brown, Peggy McCay, Harry Lauter, Irving Bacon, Hal Hopper, Don C. Harvey, Bud Osborne, Don Kelly, Bob Steele, Richard H. Cutting, Donald Kirke, Andra Martin, Richard Hale, Patrick Westwood, Arch Johnson, Robert Foulk, Dorothea Lord, Carlos Romero, Michael Forest, Max Baer Jr., John Holland, Terry Frost, Bobby Jordan, Gertrude Flynn, Roy Engel, Harry Cheshire, Lois De Banzie, John Truax, Sharon Hugueny, John Hoyt; | 3 episodi   |

## Produzione
La serie fu prodotta da Warner Bros. Television e girata a Burbank, negli studios della Warner Brothers, e ad Agua Dulce, nella Vasquez Rocks Natural Area Park, in California.
Quando Garner lasciò la serie dopo la terza stagione a causa di una disputa legale, Roger Moore fu aggiunto al cast nel ruolo del cugino Beau.

### Registi
Tra i registi della serie sono accreditati:
- Leslie H. Martinson (18 episodi, 1957-1961)
- Douglas Heyes (13 episodi, 1957-1959)
- Richard L. Bare (11 episodi, 1957-1959)
- Arthur Lubin (11 episodi, 1959-1960)
- Leslie Goodwins (7 episodi, 1959-1960)
- Irving J. Moore (7 episodi, 1960-1962)
- John Ainsworth (4 episodi, 1961)
- Paul Landres (4 episodi, 1961)
- Budd Boetticher (3 episodi, 1957)
- James V. Kern (3 episodi, 1958-1960)
- Montgomery Pittman (3 episodi, 1958-1959)
- George Waggner (3 episodi, 1959-1961)
- Lee Sholem (3 episodi, 1960-1962)
- Michael O'Herlihy (3 episodi, 1961-1962)
- Franklin Adreon (2 episodi, 1957-1958)
- Abner Biberman (2 episodi, 1957)
- Lew Landers (2 episodi, 1959-1960)
- Paul Henreid (2 episodi, 1959)
- Robert Douglas (2 episodi, 1960-1961)
- Marc Lawrence (2 episodi, 1961-1962)
- Sidney Salkow (2 episodi, 1962)

## Distribuzione

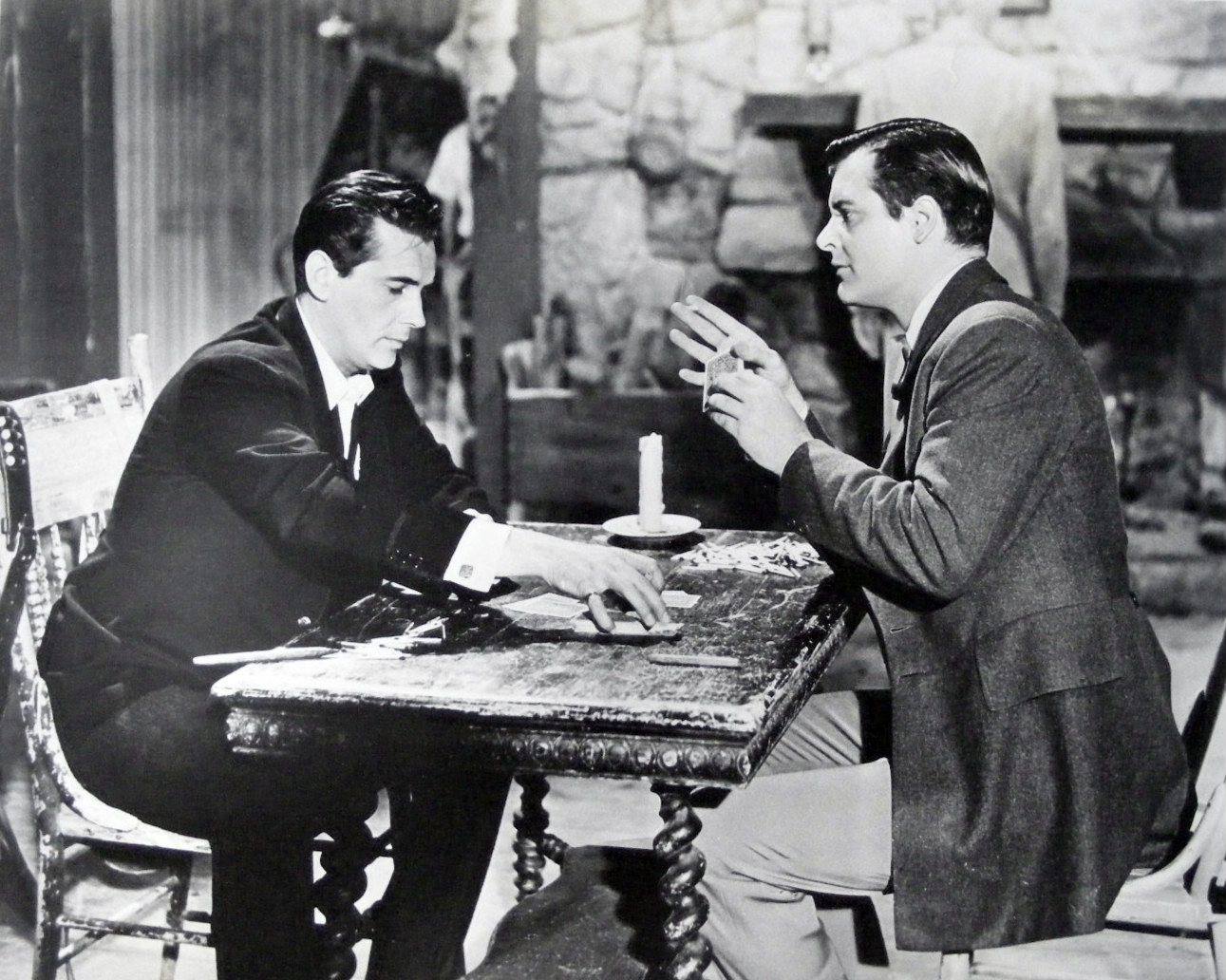
Jack Kelly (nel ruolo di Bart Maverick) e Richard Long (Jack Darby).

La serie fu trasmessa negli Stati Uniti dal 1957 al 1962 sulla rete televisiva ABC. È stata poi pubblicata in DVD negli Stati Uniti dalla Warner Home Video nel 2002. 
In Italia è stata trasmessa con il titolo Maverick.
Alcune delle uscite internazionali sono state:
- negli Stati Uniti il 22 settembre 1957 (Maverick)
- in Argentina (Maverick)
- in Finlandia (Maverick)
- in Italia (Maverick)

## Galleria d'immagini

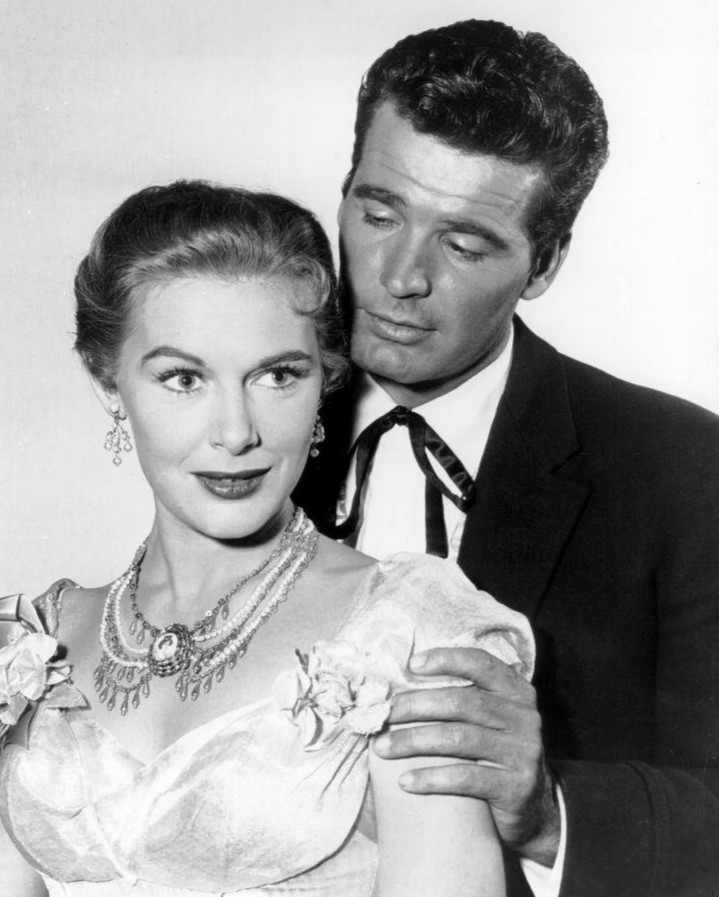
James Garner con Diane Brewster nel 1957.
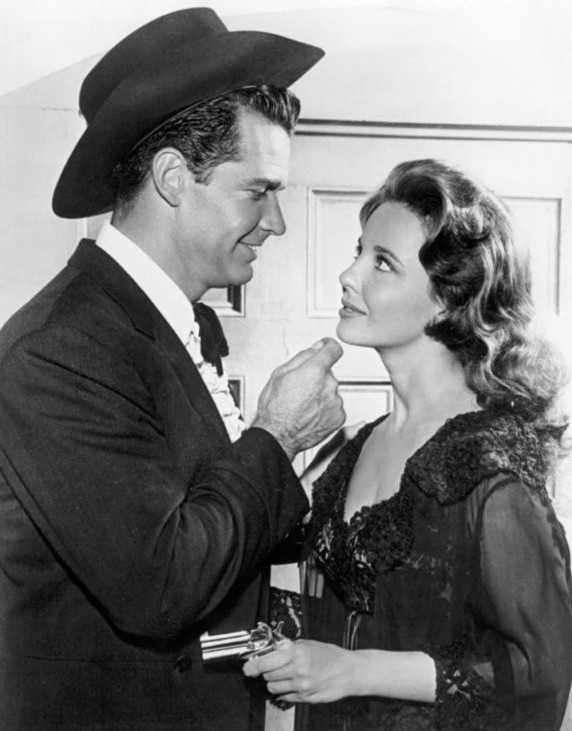
James Garner con Suzanne Storrs nel 1960.
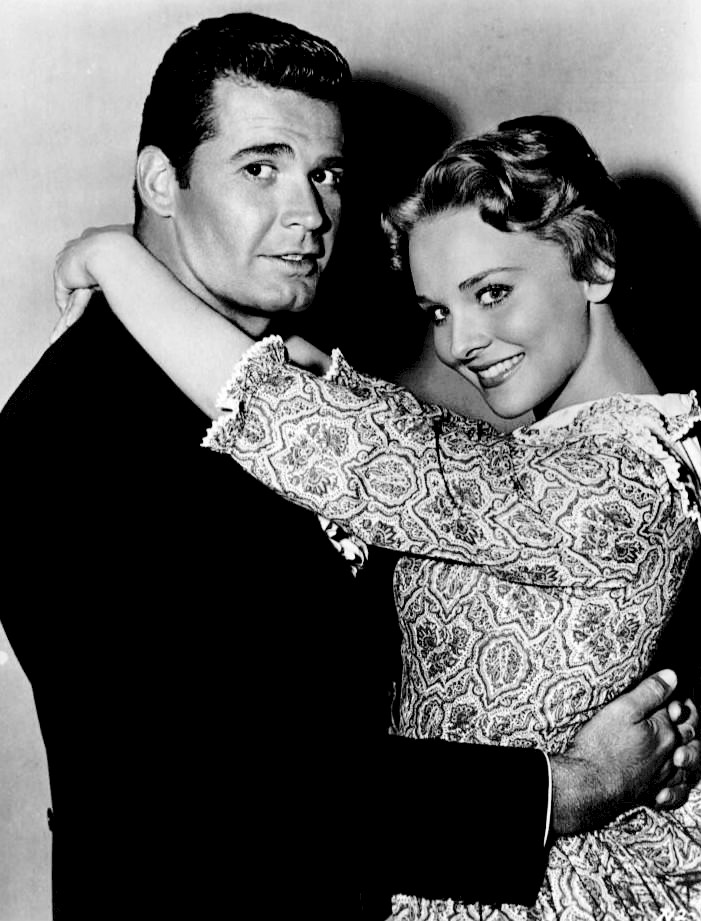
James Garner con Diane McBain nel 1959.
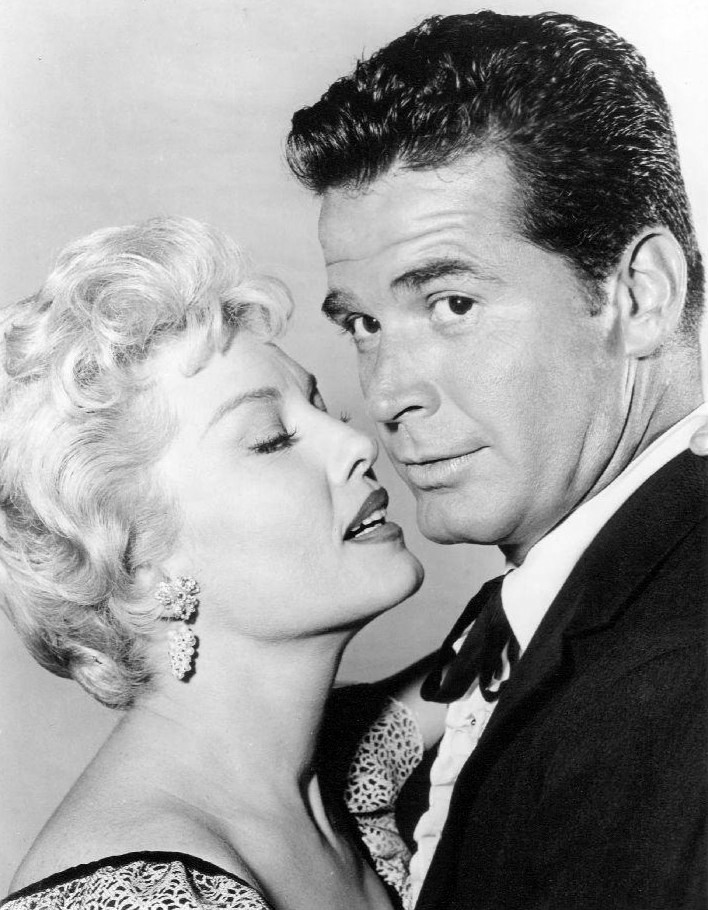
James Garner con Jean Willes nel 1960.